# Alex Gilbert

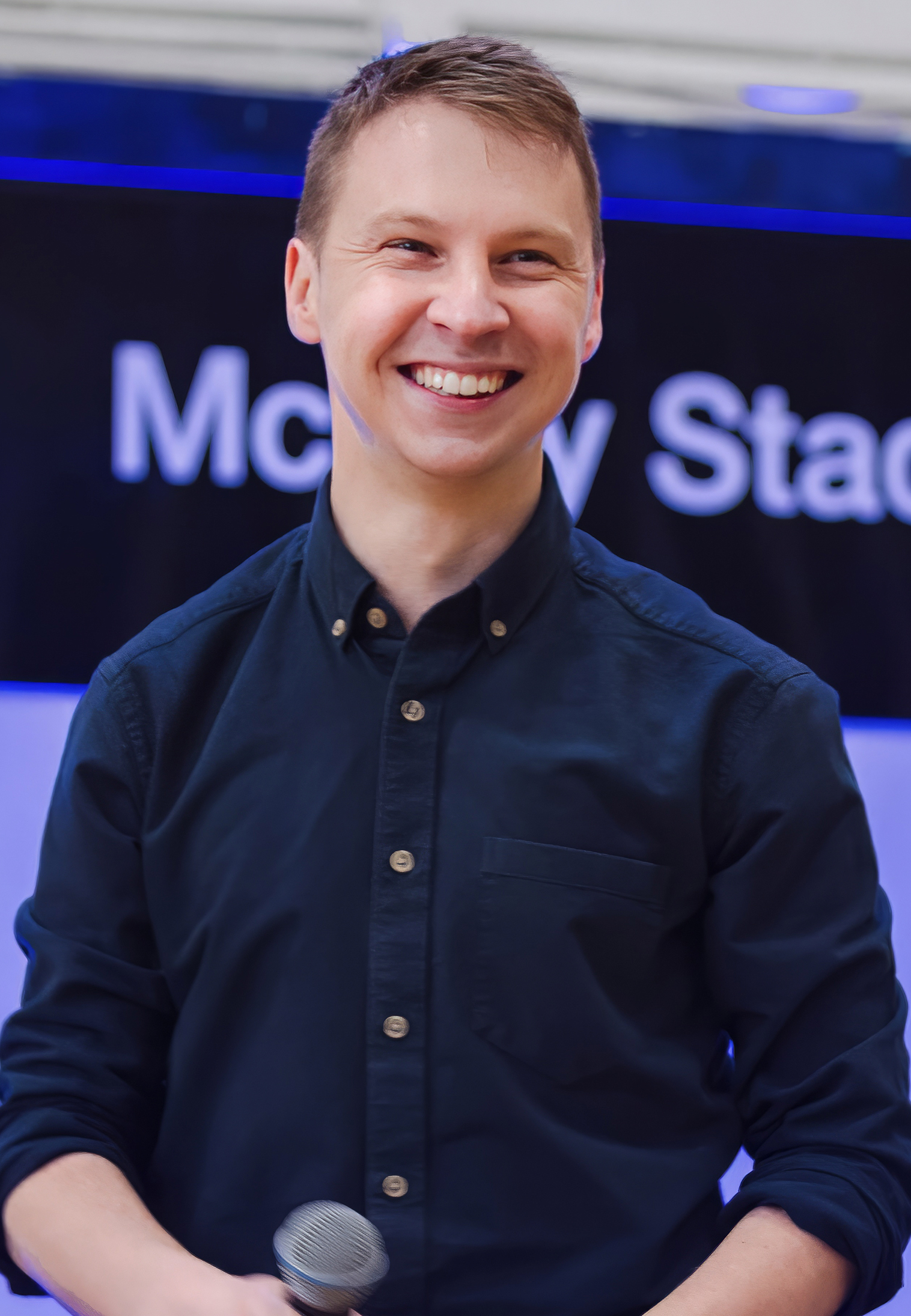
Alex Gilbert, 2023

Sasha Alexander Gilbert (russisch Саша Александр „Алекс“ Гилберт; * 1. April 1992 in Archangelsk, Russland) ist ein neuseeländischer Adoptionsbefürworter russischer Herkunft. Im Jahr 2015 gründete Gilbert das Projekt „I'm Adopted“, das anderen hilft, ihre leiblichen Familien zu finden.
Alex Gilbert, dessen Geburtsname Gusovskoi Alexander Viktorovich lautet, wurde in Archangelsk geboren, wo er die ersten zwei Jahre seines Lebens in einem örtlichen Waisenhaus verbrachte, bis er 1994 von seinen neuseeländischen Eltern adoptiert wurde. Im Jahr 2013 begann Gilbert, seine russischen leiblichen Eltern zu suchen und erfolgreich ausfindig zu machen, zu denen er zuvor keine Verbindung hatte; sein leiblicher Vater wusste bis zu diesem Zeitpunkt nichts von Gilberts Existenz.
Im Jahr 2015 gründete Gilbert „I'm Adopted“, ein Unterstützungsnetzwerk für Adoptierte. Für seine Arbeit im Bereich Adoption wurde Gilbert mehrfach ausgezeichnet und unter anderem für den Titel „Young New Zealander of the Year“ (2018) sowie „New Zealander of the Year“ (2020) nominiert.
Gilbert hatte mehrere Auftritte in Fernsehsendungen und Dokumentarfilmen über internationale Adoption und hat zwei Bücher geschrieben. Neben seiner Arbeit als Adoptionsbefürworter war Gilbert auch in den Medien und im Fernsehen tätig und veröffentlicht regelmäßig Videos auf seinem YouTube-Kanal. Im Jahr 2022 präsentierte Gilbert die TVNZ-Serie Reunited, bei der er auch als Autor tätig war. Ende 2022 begann Gilbert, seine Webserie An Adoption Story über seinen YouTube-Kanal zu veröffentlichen, die später auch auf Amazon Prime verfügbar wurde.

## Frühes Leben
Alex Gilbert wurde als Gusovskoi Alexander Viktorovich am 1. April 1992 in Archangelsk, Russland, als Sohn von Mihail Viktorovich Kovkov und Tatiana Taimurazovna Gusovskaia geboren. Gilberts Mutter brachte ihn nach seiner Geburt in einem Waisenhaus in Archangelsk unter. Sein genetischer Vater Mihail erfuhr erst 2013 von der Existenz Alexanders, nachdem er durch eine Reihe von Online-Nachrichten erfahren hatte, dass Alexander nach ihm suchte. Der Name des Vaters auf Alexanders Geburtsurkunde und Adoptionspapieren war gefälscht worden.
Im Jahr 1994 adoptierte das neuseeländische Ehepaar Mark und Janice Gilbert Alexander und seinen Bruder Andrei. Sein Name wurde 1994 rechtlich in Sasha Alexander Gilbert geändert. Die Familie Gilbert lebte in Whangarei, Neuseeland, und Alex lebte dort, bis er 18 Jahre alt war. Anfang 2011 zog Gilbert nach Auckland, um dort zu studieren und beim Fernsehen zu arbeiten.

## Karriere

### 2013–2014
Nach einem erfolglosen Versuch im Jahr 2009 nahm Gilbert 2013 die Suche nach seinen leiblichen Eltern wieder auf. Er nutzte russische Social-Networking-Websites, um sie ausfindig zu machen. Im November 2013 reiste Gilbert nach Russland, um seine leiblichen Eltern zum ersten Mal zu treffen.
Gilberts Reise und seine Begegnungen mit seinen leiblichen Eltern wurden für die neuseeländische TV One-Show Sunday gefilmt und 2014 ausgestrahlt. Im selben Jahr schrieb Gilbert sein autobiografisches Buch My Russian Side und veröffentlichte es zusammen mit einem autobiografischen Dokumentarfilm.

### 2015–2017
Im Juli 2015 gründete Gilbert eine Online-Community und eine eingetragene Wohltätigkeitsorganisation namens I'm Adopted, um adoptierten Menschen die Möglichkeit zu geben, ihre Geschichten zu teilen. Das Projekt ist eine Plattform, die Adoptierten auf der ganzen Welt hilft, ihre persönlichen Erfahrungen mit der Adoption über soziale Medien zu teilen. Das Projekt veranstaltet auch Treffen und Events und ist in mehreren Sprachen verfügbar, darunter Englisch, Russisch und Spanisch. Seit 2019 produziert I'm Adopted auch einen Podcast.
Im Oktober 2017 reiste Gilbert nach Russland, um das Waisenhaus in Archangelsk zum ersten Mal seit seinem Weggang im Jahr 1994 zu besuchen. Im darauffolgenden Jahr besuchte er das Waisenhaus erneut. Für die Adoptionshilfsorganisation Arifmetika Dobra sprach Gilbert auch mit adoptierten Teenagern und Eltern in Moskau.

### 2018–2019
Anfang 2018 veröffentlichte Gilbert unabhängig seine zweite Autobiografie I'm Adopted. Ein Interview in voller Länge, das auf dem Buch basiert, wurde Ende Juni veröffentlicht. Im Oktober 2018 sammelte Gilbert Hilfsgüter für sein Waisenhaus in Archangelsk, Russland, und lieferte sie persönlich ab.
Im Januar 2018 trat Gilbert in dem russischen Dokumentarfilm „The Man from Nowhere“ auf, bei dem die russische Journalistin und Dokumentarfilmerin Katerina Gordeeva Regie führte.
Im Juli 2018 sprach Gilbert per Videolink auf der International Conference on Adoption Research 6 in Montreal, Kanada, und veranstaltete am 1. August 2018 in Galway, Irland, das erste I'm Adopted-Treffen in Übersee.
Im Januar 2019 wurde die russische Version seiner Autobiografie mit dem Titel „Я – приёмный сын“ (Ich bin ein Adoptivsohn) mit Unterstützung der Timchenko-Stiftung in Moskau, Russland, in einer limitierten Auflage veröffentlicht. Das Buch wird von Alpina Books, Russland, herausgegeben, und ein Exemplar befindet sich in der Russischen Staatsbibliothek in Moskau.

### 2020
Im September 2020 leistete Gilbert einen Beitrag zum Rudd Adoption Program der University of Massachusetts Amherst mit seiner Arbeit I'm Adopted. Im darauffolgenden Jahr wurde Gilbert für die Wahl zum „Young New Zealander of the Year“ für 2019 nominiert und erhielt eine Nominierung für den „New Zealander of the Year“.
Gilbert spielte in dem Dokumentarfilm Emma (2020) von Stuff mit, in dem er einem Mädchen namens Emma hilft, ihre leibliche Familie in Russland zu finden. Emma reist dann nach Russland, um ihre leiblichen Eltern zum ersten Mal zu treffen. Im Jahr 2021 gewann der Dokumentarfilm den Preis für den besten Dokumentarfilm bei den Voyager Internet Media Awards in diesem Jahr.

### 2021
Anfang 2021 zog Gilbert vorübergehend nach Russland und lebte hauptsächlich in der Region Moskau. Gilbert dokumentierte seine Zeit dort durch die Veröffentlichung von Videos auf seinem YouTube-Kanal. Er traf sich auch wieder mit seiner leiblichen Mutter Tatiana in Rybinsk sowie mit seinem leiblichen Vater Mihail und dessen Familie in Sankt Petersburg.

### Seit 2022
Im September 2019 kündigte TVNZ an, dass Gilbert eine Fernsehserie namens Reunited moderieren würde. In der Sendung geht es um seine Arbeit mit I'm Adopted und die Hilfe für adoptierte Menschen bei der Suche nach ihren leiblichen Familien. Die Dreharbeiten für die Serie wurden 2021 abgeschlossen. Gilbert fungierte auch als Autor und Sprecher für die Serie. Die erste Staffel wurde im Februar 2022 auf TVNZ 1 ausgestrahlt.
Ab November 2022 begann Gilbert, seine erste fortlaufende Online-Serie An Adoption Story über seinen YouTube-Kanal zu veröffentlichen. Die Serie folgt Alex, wenn er andere Adoptierte trifft, um ihre Geschichten zu erzählen. Im September 2023 wurde die Serie auf Amazon Prime veröffentlicht.

## Werke
- My Russian side: in my own words. 2014 (im Eigenverlag). ISBN 978-1-320-02582-9.
- I'm Adopted. 2018 (im Eigenverlag). ISBN 978-1-9835-1900-0.

## Filmografie (Fernsehen, Kino)
| Jahr | Titel                    | Andere Informationen      |
| ---- | ------------------------ | ------------------------- |
| 2014 | Sunday                   |                           |
| 2014 | My Russian Side          | Dokumentation             |
| 2015 | Anatomy of the Day       |                           |
| 2015 | Let Them Talk            | Spielzeit 15, Episode 68  |
| 2015 | Sunday                   |                           |
| 2016 | Breakfast                |                           |
| 2017 | TV Rain                  | Annahme Dokumentarfilm    |
| 2018 | The Man from Nowhere     | Russischer Dokumentarfilm |
| 2020 | Emma                     |                           |
| 2022 | Reunited (Erste Staffel) |                           |
| 2022 | An Adoption Story        |                           |

## Belege
1. ↑  Алекс Гилберт - приемным детям главное не врать. In: РИА Новости. 2017 (ria.ru [abgerufen am 11. Februar 2018]).
2. ↑  Усыновленный иностранцами россиянин нашел родителей спустя 23 года. In: Российская газета. 27. November 2017 (rg.ru [abgerufen am 11. Februar 2018]).
3. ↑  Анна Кузнецова: «Помощь приемным детям, которые хотят знать свои русские корни – благородное дело». (gov.ru [abgerufen am 11. Februar 2018]).
4. ↑  «Я написал ему „ВКонтакте“ с помощью переводчика: Здравствуйте, я думаю, что я ваш сын». Как новозеландец нашел своего биологического отца в Петербурге. 25. Dezember 2017 (spb247.ru [abgerufen am 11. Februar 2018]).
5. ↑  'I'm Adopted' project helps Kiwi adoptees find their Russian birth parents. Abgerufen am 11. Februar 2018 (englisch).
6. 1 2  Alexandra Newlove: Adoption project enthrals Russians. In: NZ Herald. 3. November 2015, ISSN 1170-0777 (nzherald.co.nz [abgerufen am 11. Februar 2018]).
7. ↑  Alexandra Newlove: Russian adoptee shares stories. In: NZ Herald. 6. August 2015, ISSN 1170-0777 (nzherald.co.nz [abgerufen am 11. Februar 2018]).
8. ↑  Amelia Wade: Power of social media: He tracked down his birth parents, now he's helping others. In: NZ Herald. 5. Juni 2016, ISSN 1170-0777 (nzherald.co.nz [abgerufen am 11. Februar 2018]).
9. ↑  Русская семья Алекса Гилберта. (mirnov.ru [abgerufen am 11. Februar 2018]).
10. ↑  Adopted New Zealand man tracks down parents in Russia. In: Mail Online. (dailymail.co.uk [abgerufen am 11. Februar 2018]).
11. 1 2 3  Kerry Harvey: Russian-born adoptees find their families in local series Reunited. 19. Januar 2022, abgerufen am 8. Oktober 2023 (englisch).
12. ↑  Whirlwind trip feels like it didn't happen. 9. Oktober 2023, abgerufen am 8. Oktober 2023 (neuseeländisches Englisch).
13. ↑  Adopted Kiwis trace their birth parents. 9. Oktober 2023, abgerufen am 8. Oktober 2023 (neuseeländisches Englisch).
14. ↑  Alex Gilbert: Russian adoptee helping connect the dots. 26. April 2019, abgerufen am 8. Oktober 2023 (neuseeländisches Englisch).
15. ↑  Russian adoptee shares stories. 9. Oktober 2023, abgerufen am 8. Oktober 2023 (neuseeländisches Englisch).
16. ↑  «Здравствуйте, я ваш сын. Пишу вам из Новой Зеландии». Парень, усыновленный 20 лет назад, вернулся в Россию к родителям. In: Daily Карелия. 3. November 2017, abgerufen am 8. Oktober 2023 (russisch).
17. ↑  Whangarei boy who traced Russian roots helps fellow Kiwi adoptees find bloodlines | 1 NEWS | TVNZ. 27. Oktober 2020, archiviert vom Original am 27. Oktober 2020; abgerufen am 8. Oktober 2023.  Info: Der Archivlink wurde automatisch eingesetzt und noch nicht geprüft. Bitte prüfe Original- und Archivlink gemäß Anleitung und entferne dann diesen Hinweis.
18. ↑  Adoptees share stories, ask for help. 9. Oktober 2023, abgerufen am 8. Oktober 2023 (englisch).
19. ↑  «Мама сама из детдома, поэтому ей казалось нормальным меня отдать» Новозеландец Алекс Гилберт — о том, как искал своих русских биологических родителей. И нашел! Abgerufen am 8. Oktober 2023 (russisch).
20. ↑  Русская семья Алекса Гилберта. 8. Oktober 2023, abgerufen am 8. Oktober 2023 (russisch).
21. ↑  Russian adoptee tells his story in doco. 9. Oktober 2023, abgerufen am 8. Oktober 2023 (englisch).
22. ↑  Symposium: Innovative approaches to creating adoption communities for young people. 30. April 2018, abgerufen am 8. Oktober 2023 (französisch).
23. ↑  Алекс Гилберт: Я – приемный сын: I'm Adopted: история о мальчике из России, усыновленном в Новую Зеландию, о его поисках кровных родителей и цели, которую он поставил себе: помогать родным людям воссоединяться: [12+]. Альпина Паблишер, Москва 2018, ISBN 978-5-9614194-1-2 (rsl.ru [abgerufen am 8. Oktober 2023]).
24. ↑  «Я – приёмный сын» - книга Алекса Гилберта вышла на русском языке при поддержке Фонда Тимченко. 16. Januar 2019, abgerufen am 8. Oktober 2023 (russisch).
25. ↑  Graeme Tuckett: Emma: A heartbreaking and extraordinarily uplifting documentary. 17. November 2020, abgerufen am 8. Oktober 2023 (englisch).
26. ↑  Stuff Shines At 2021 Voyager Media Awards. In: Scoop News. 29. Mai 2021, abgerufen am 8. Oktober 2023 (englisch).
27. ↑  Новости. Abgerufen am 8. Oktober 2023 (russisch).
28. ↑  Александр Гилберт вырос в Новой Зеландии, а своих биологических родителей нашел в России. Теперь он помогает усыновленным людям со всего мира сделать то же самое Вот его история. Abgerufen am 8. Oktober 2023 (russisch).
29. ↑  Russian-Kiwi adoptee on a quest to help others reunite with their birth parents. Abgerufen am 8. Oktober 2023 (englisch).
30. ↑  Kendall Hutt: 'I'm Adopted' founder launches TV show to reunite adoptees with birth families. 16. Juli 2019, abgerufen am 8. Oktober 2023 (englisch).
31. ↑  Daniella: Supporting Adoptees Through Community: Interview with Alex Gilbert, Founder of I’m Adopted. 5. März 2023, abgerufen am 8. Oktober 2023.
32. ↑  Paula Penfold: To Russia for Love. Abgerufen am 8. Oktober 2023 (englisch).
33. ↑  Reunited. Abgerufen am 8. Oktober 2023.

| Personendaten    | Personendaten                                        |
| ---------------- | ---------------------------------------------------- |
| NAME             | Gilbert, Alex                                        |
| ALTERNATIVNAMEN  | Гилберт, Саша Александр; Гилберт, Алекс              |
| KURZBESCHREIBUNG | neuseeländischer Adoptionsanwalt russischer Herkunft |
| GEBURTSDATUM     | 1. April 1992                                        |
| GEBURTSORT       | Archangelsk, Russland                                |